# Petrovka, Lori
Petrovka là một đô thị thuộc tỉnh Lori, Armenia. Dân số ước tính năm 2011 là 244 người.